# Rahatgarh
Rahatgarh là một thị xã và là một nagar panchayat của quận Sagar thuộc bang Madhya Pradesh, Ấn Độ.

## Địa lý
Rahatgarh có vị trí 23°47′B 78°22′Đ / 23,78°B 78,37°Đ Nó có độ cao trung bình là 461 mét (1512 feet).

## Nhân khẩu
Theo điều tra dân số năm 2001 của Ấn Độ, Rahatgarh có dân số 25.217 người. Phái nam chiếm 53% tổng số dân và phái nữ chiếm 47%. Rahatgarh có tỷ lệ 51% biết đọc biết viết, thấp hơn tỷ lệ trung bình toàn quốc là 59,5%: tỷ lệ cho phái nam là 61%, và tỷ lệ cho phái nữ là 40%. Tại Rahatgarh, 19% dân số nhỏ hơn 6 tuổi.